# Teleopsis maculata
Teleopsis maculata är en tvåvingeart som beskrevs av Feijen 1998. Teleopsis maculata ingår i släktet Teleopsis och familjen Diopsidae. Inga underarter finns listade i Catalogue of Life.